# On Ze Boulevard
On ze Boulevard è un film muto del 1927 diretto da Harry Millarde.

## Trama
Gaston, un cameriere francese, vince una grossa somma al gioco e comincia a spendere i soldi senza alcun controllo. Due mascalzoni riescono quasi a truffarlo, ma Musette, la sua fidanzata, che ha da sempre la testa sulle spalle, lo salva con la sua intraprendenza.

## Produzione
Il film fu prodotto dalla MGM.

## Distribuzione
Distribuito dalla MGM, il film uscì nelle sale il 25 giugno 1927.

### Date di uscita
IMDb
- USA	25 giugno 1927
- Finlandia	8 giugno 1928